# GM Heritage Center
Pour les articles homonymes, voir GM, General Motors, Héritage et Center.
Le GM Heritage Center ou General Motors Heritage Center est un musée de l'automobile du constructeur automobile américain General Motors, de Sterling Heights (banlieue nord de Détroit) dans le Michigan aux États-Unis,. Ce musée privé n'est pas ouvert au grand public sauf pour des réservations de visites de groupe.  

## Histoire

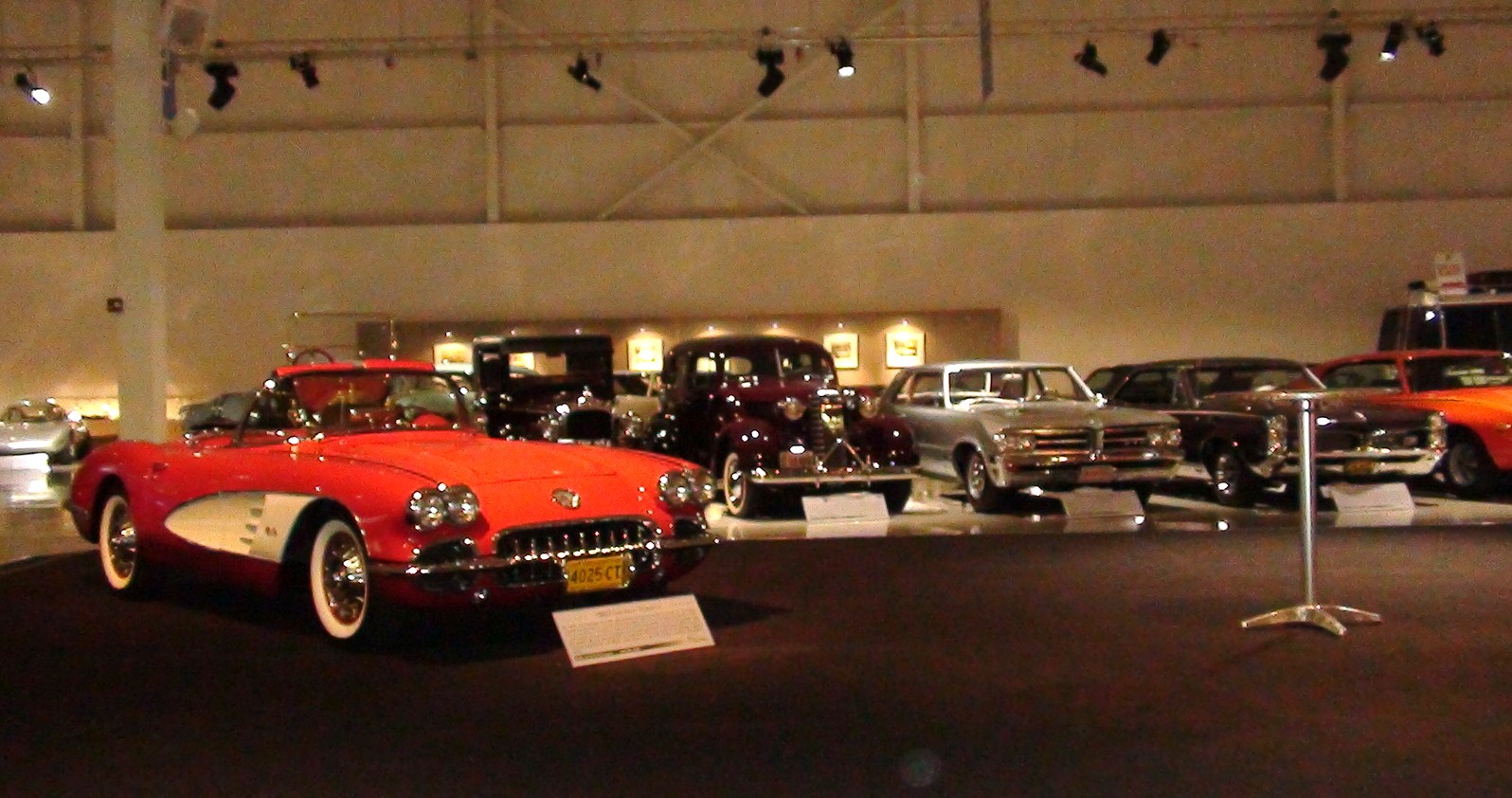
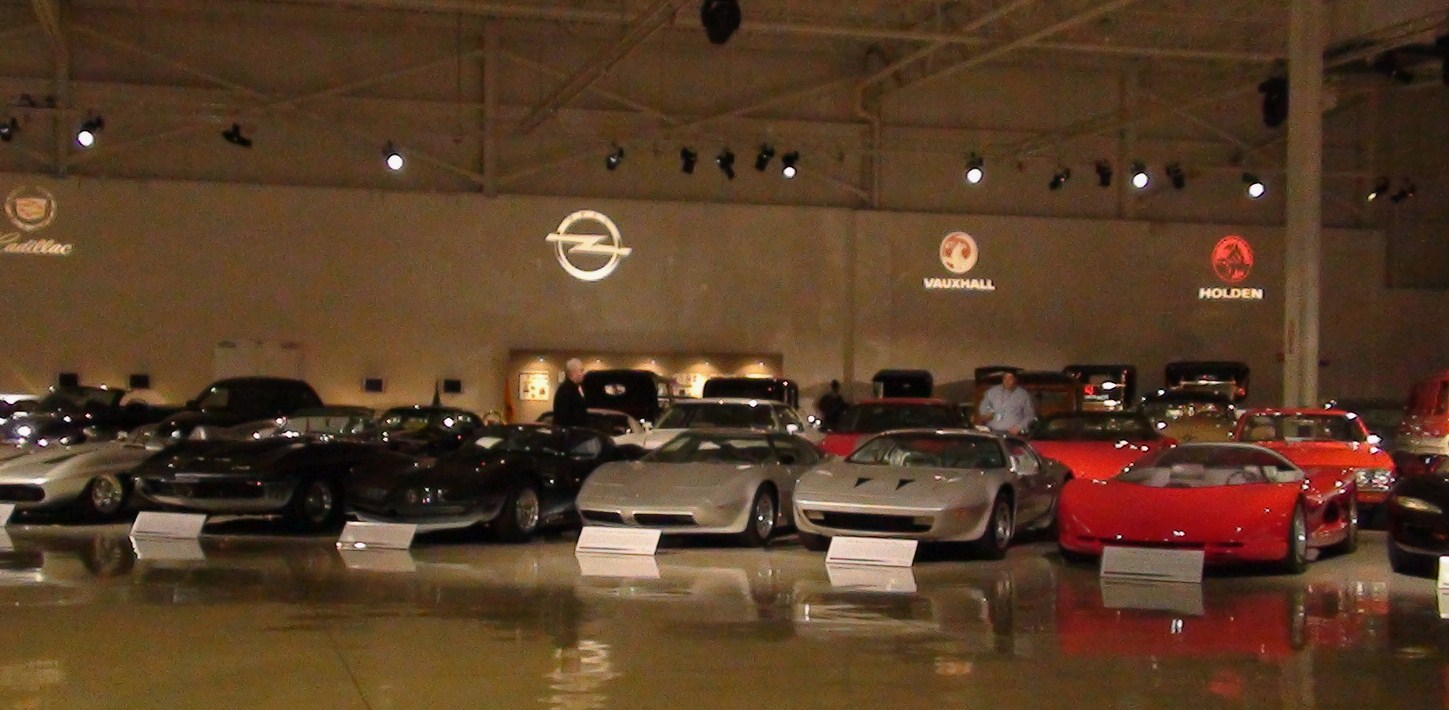

Ce centre du patrimoine de General Motors se situe dans la région du berceau historique de l'industrie automobile américaine de Détroit (Michigan), proche du centre technique de General Motors de Warren, et des musées The Henry Ford et Automotive Hall of Fame de Dearborn, Walter P. Chrysler Museum, d'Auburn Hills, et Auburn Cord Duesenberg Automobile Museum, d'Auburn (Indiana)...

Quelques modèles exposés
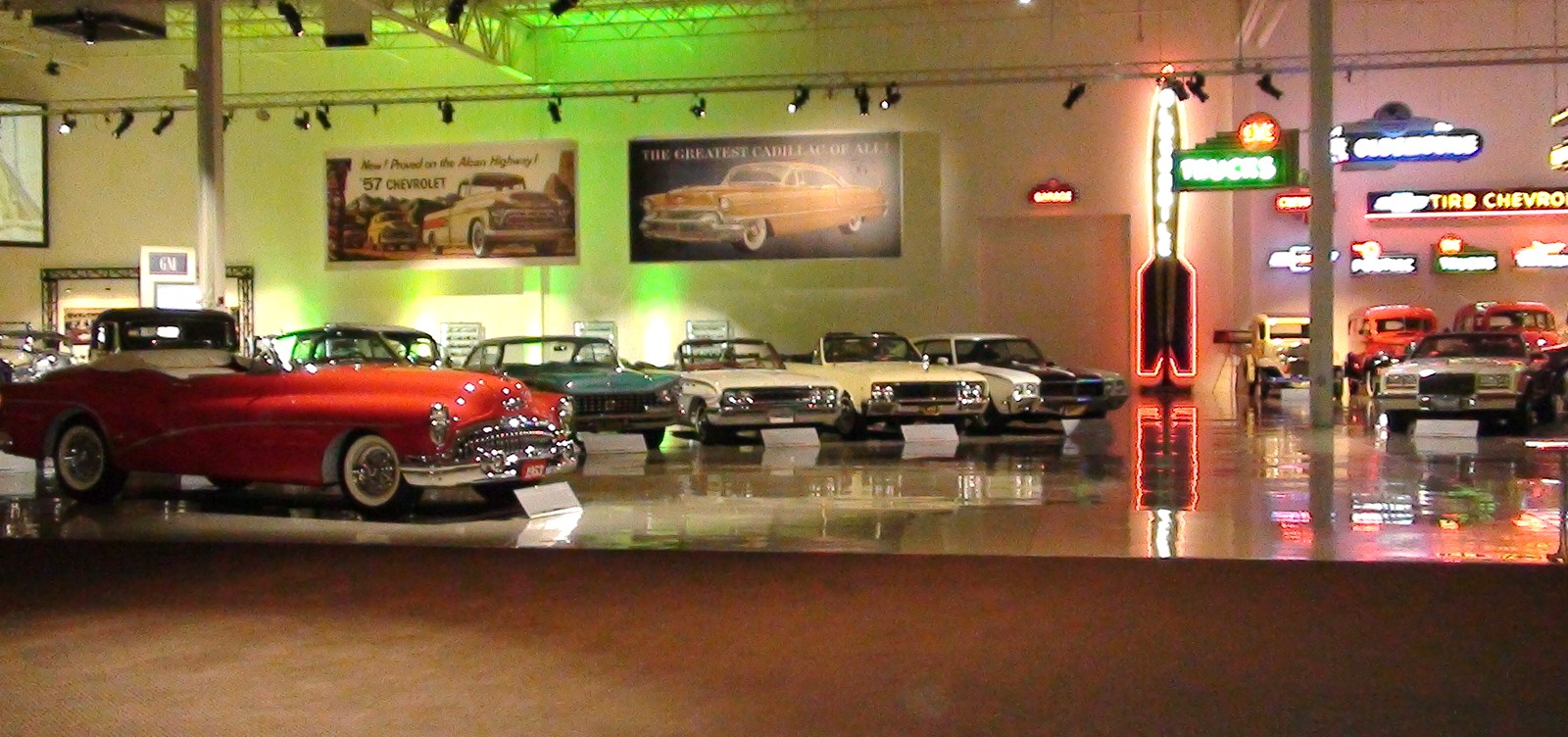
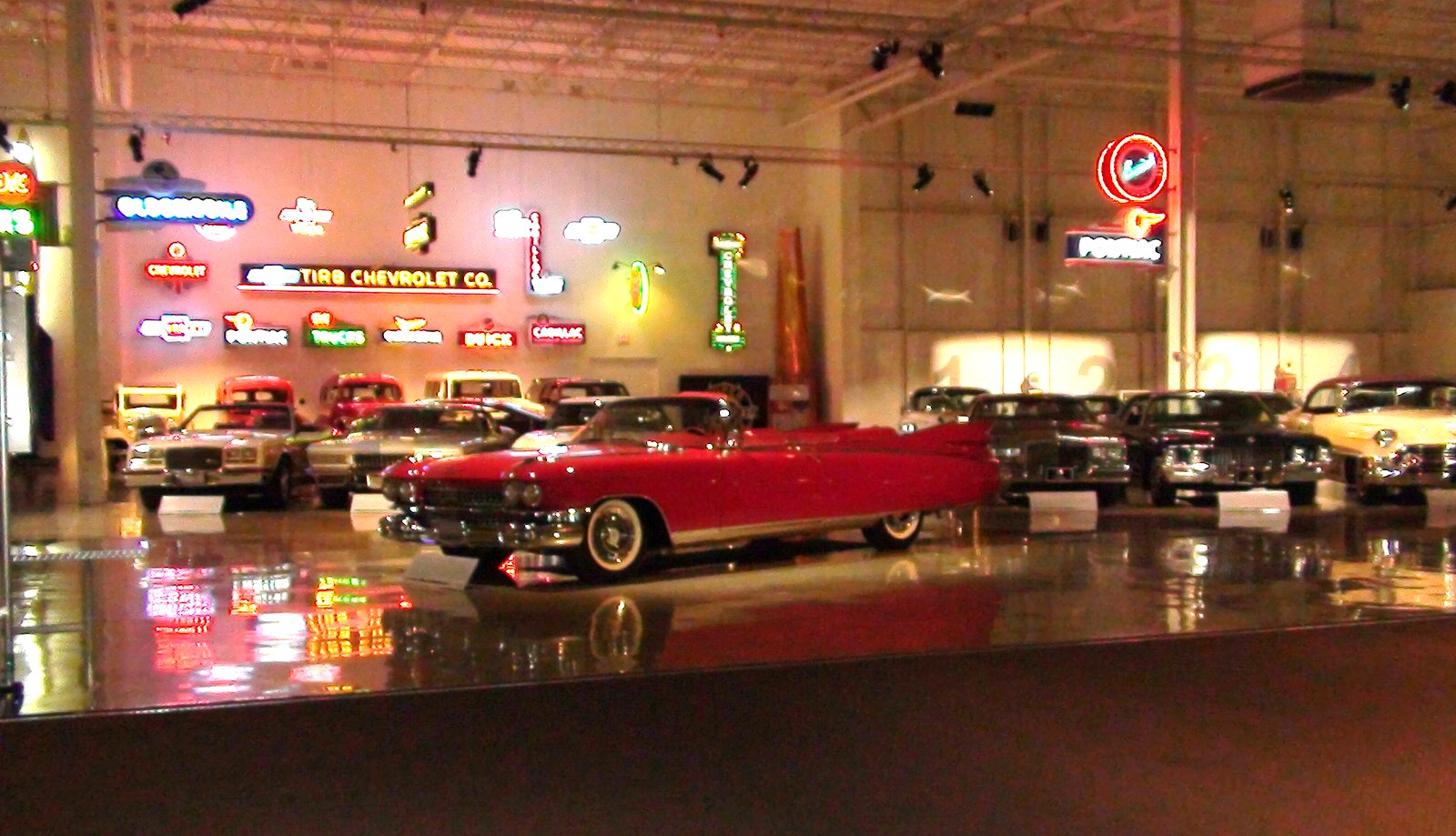

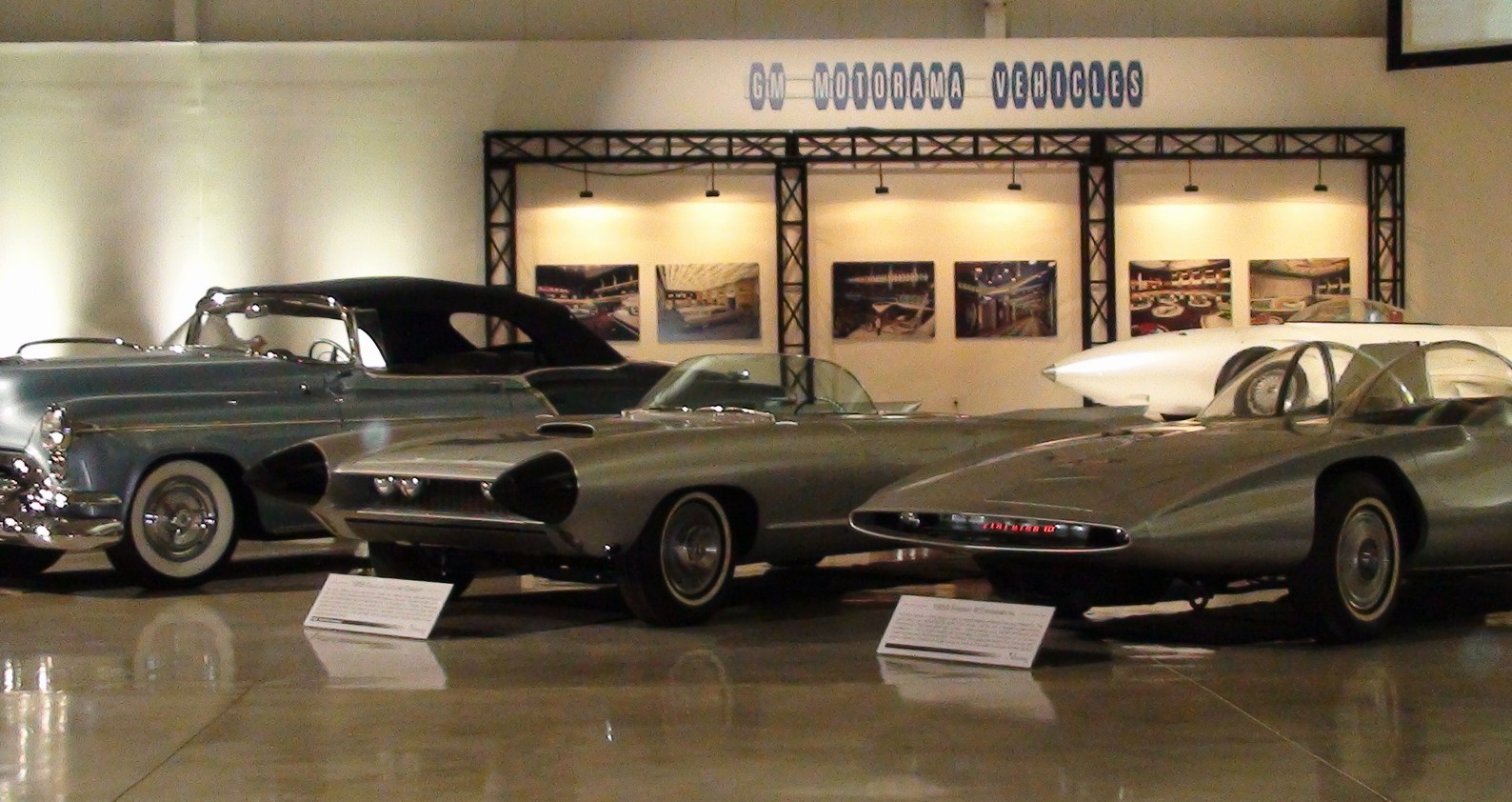
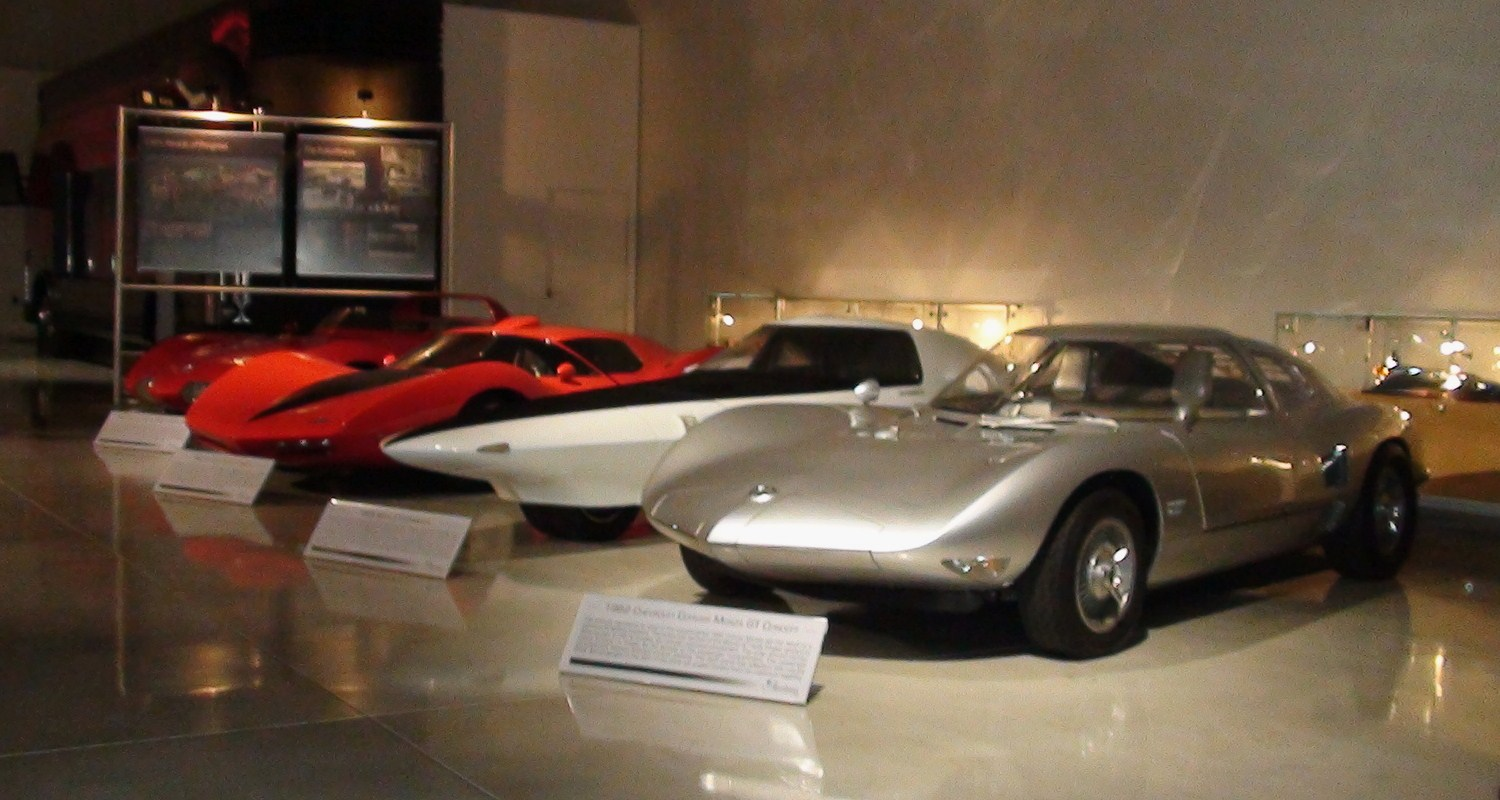

Il fait également office de centre d'archive historique du constructeur, et de lieu de conférence et d'événements spéciaux, avec une surface d'un hectare,,,, et expose plus de 200 modèles (d'une collection de 600 modèles de voitures et camions) ainsi que des moteurs, objets, et affiches, de plus de 100 ans d'histoire du groupe GM (fondé en 1908, avec les marques Oldsmobile, Buick, Cadillac, Chevrolet, Pontiac, et GMC...). 

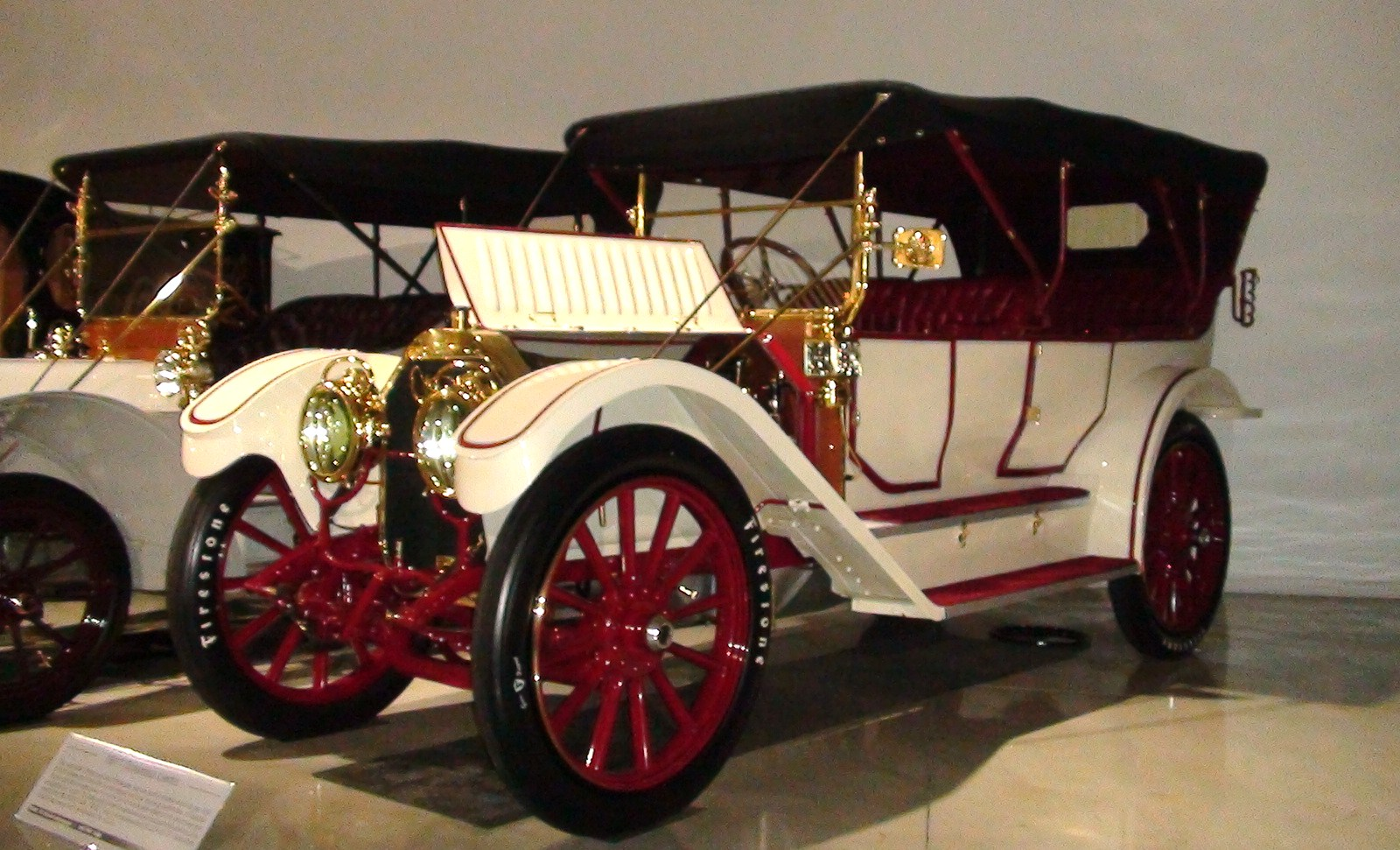
Oldsmobile (années 1900)
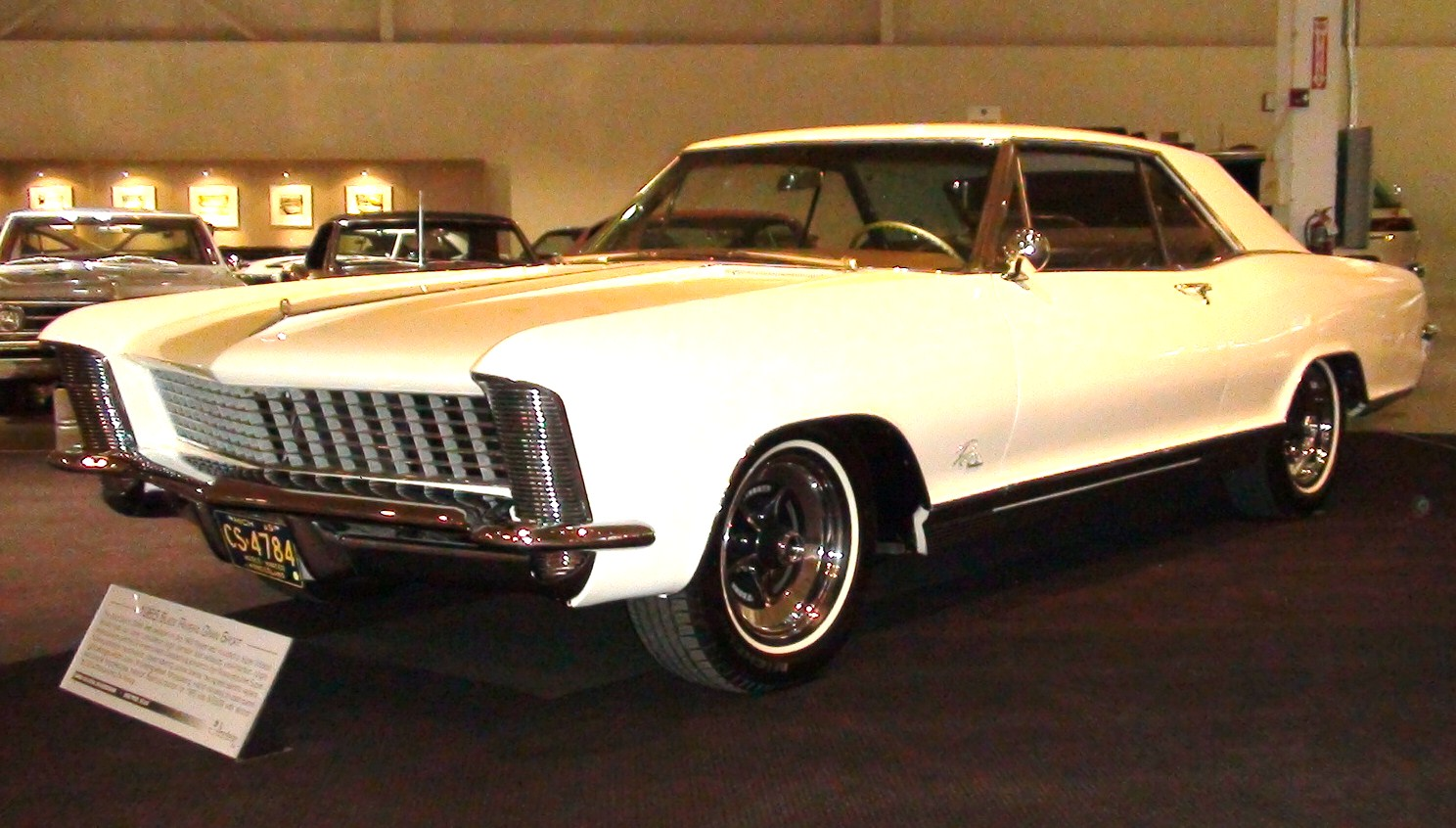
Buick Riviera (1965)
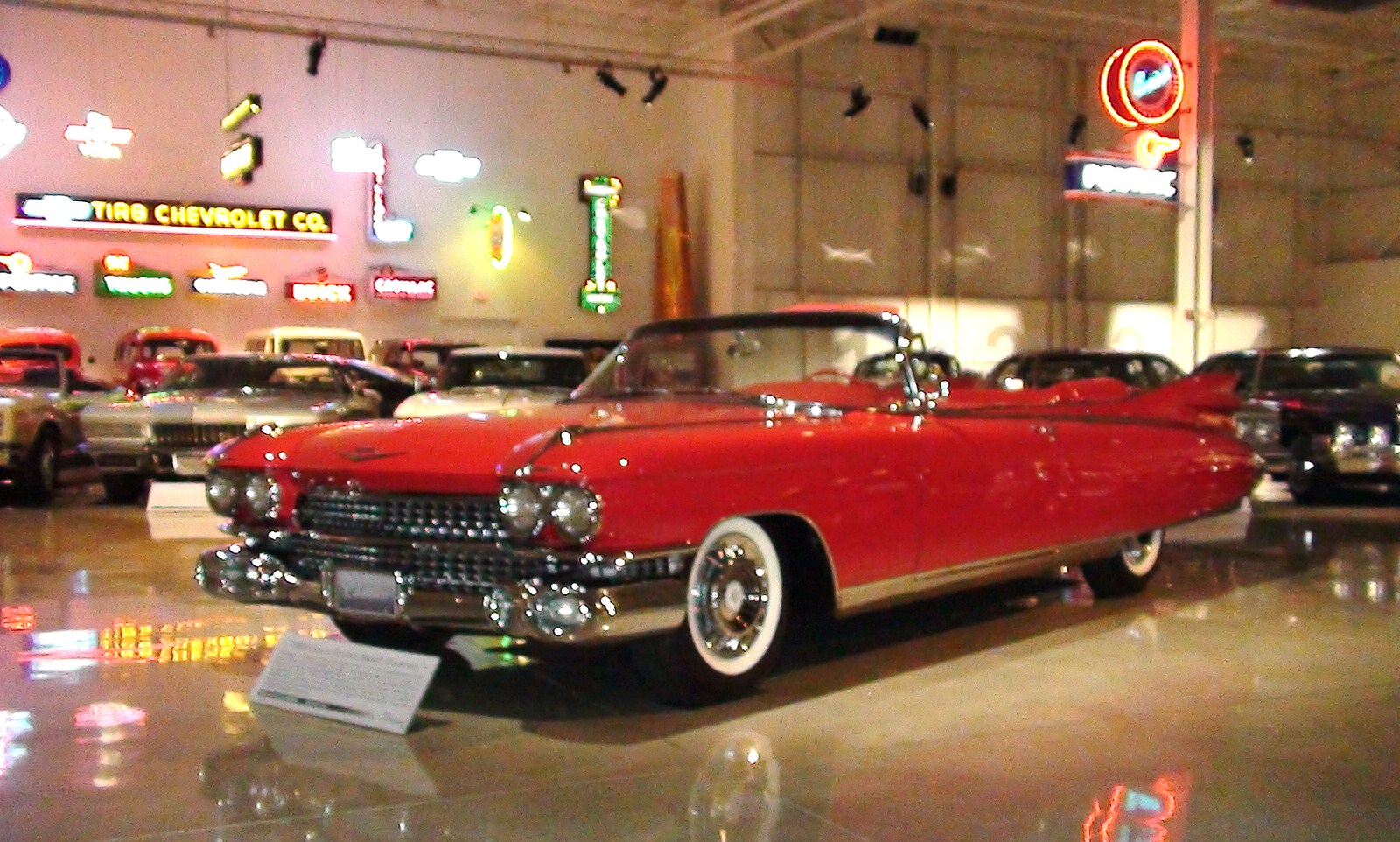
Cadillac Eldorado IV (1959)
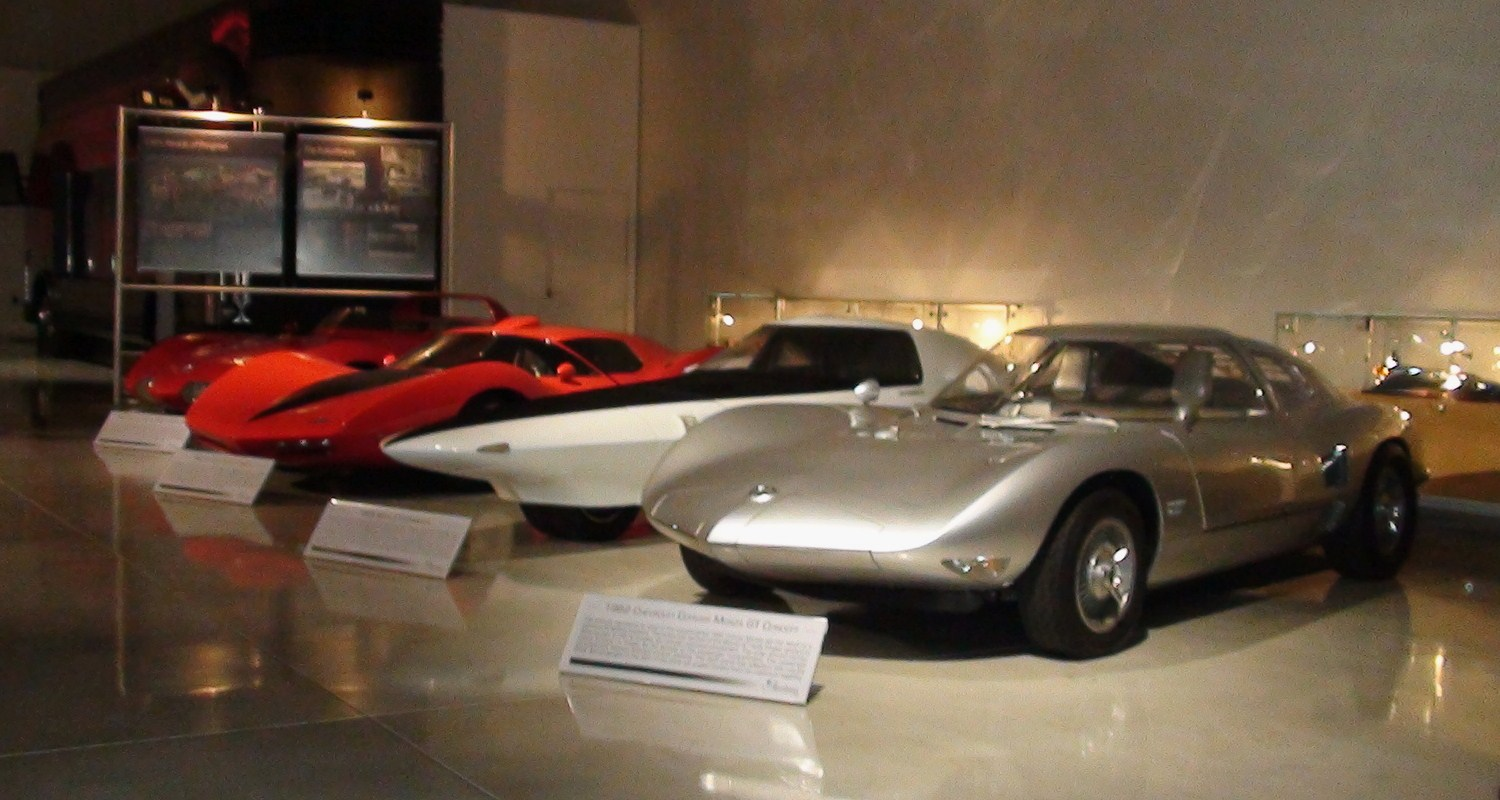
General Motors Astro
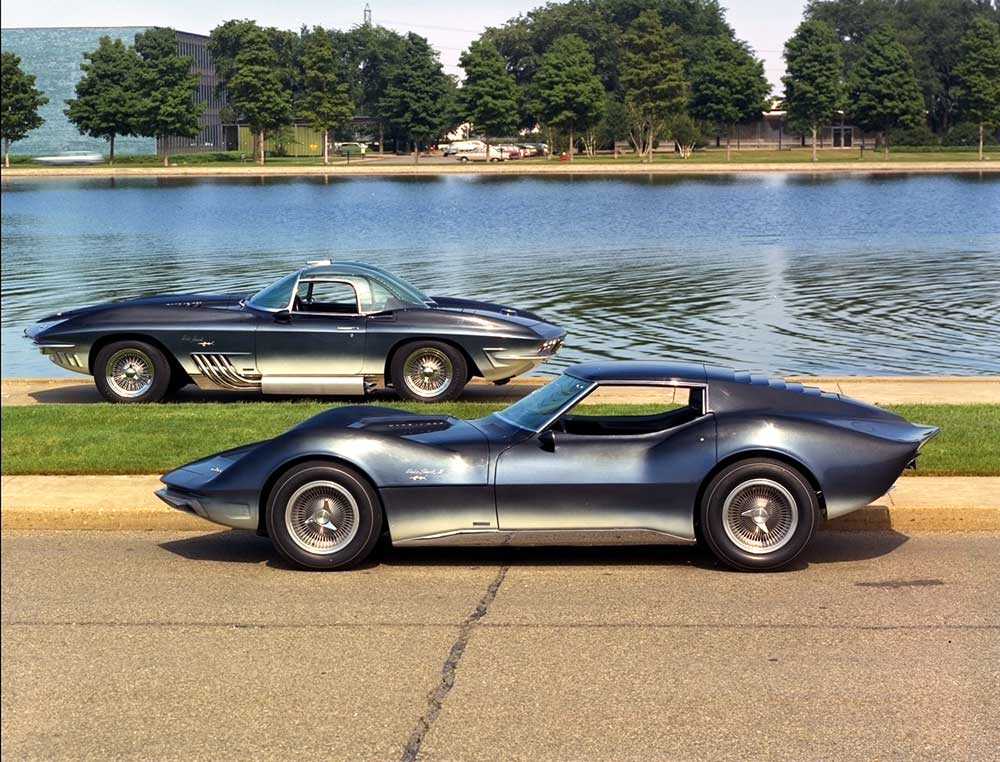
Chevrolet Mako Shark I & II
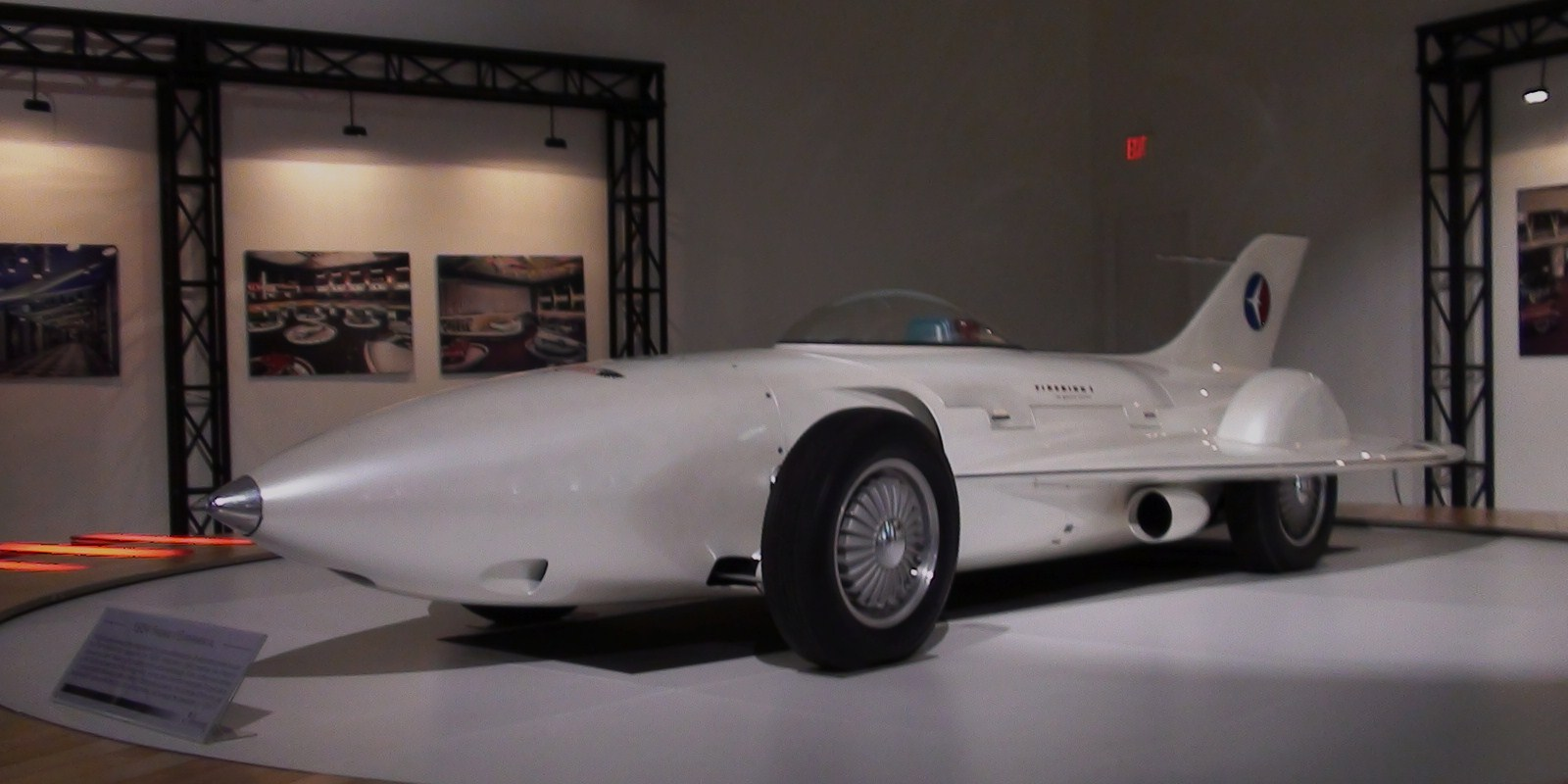
General Motors Firebird I (1953)
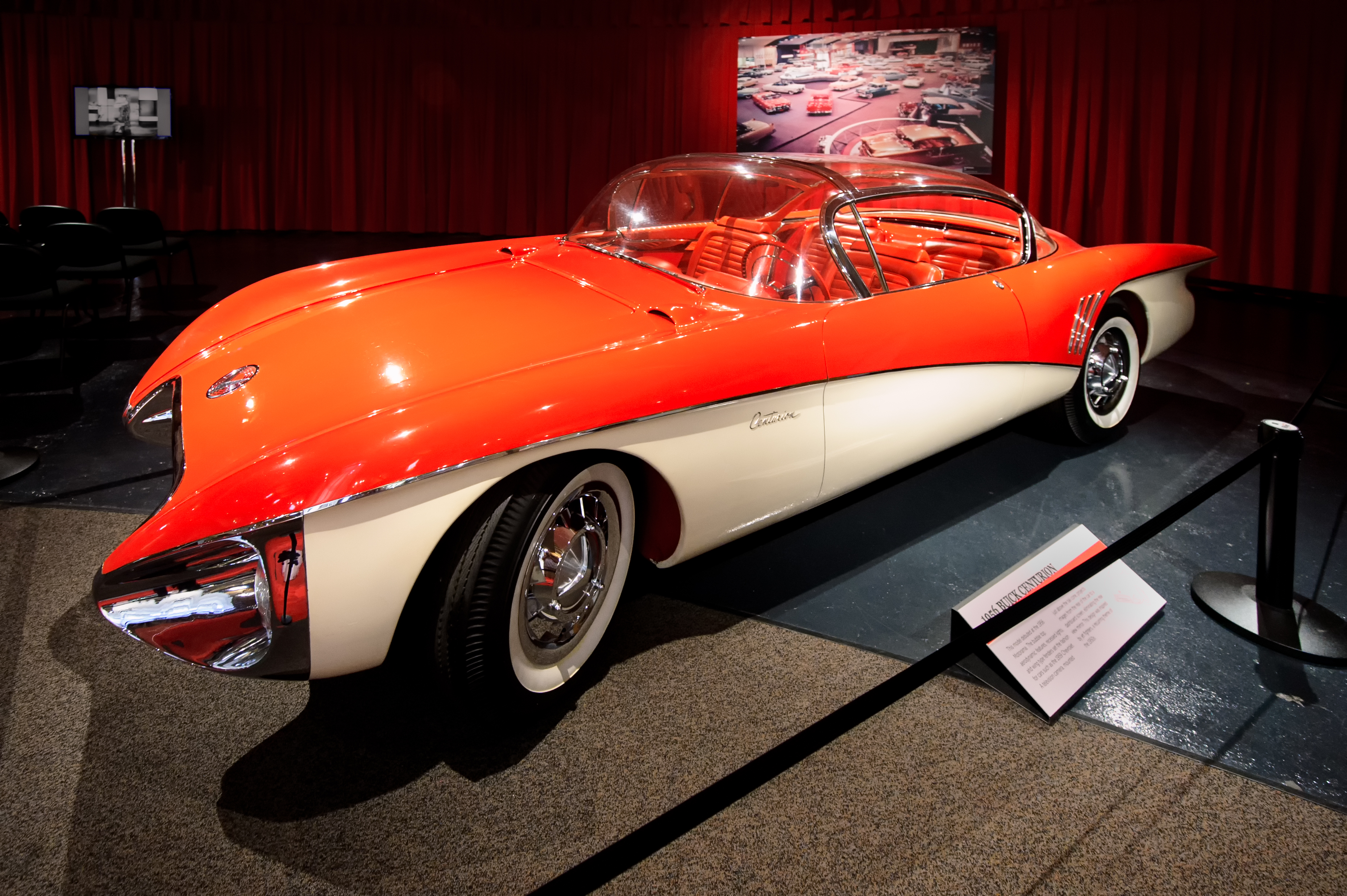
Buick Centurion Concept (1956)
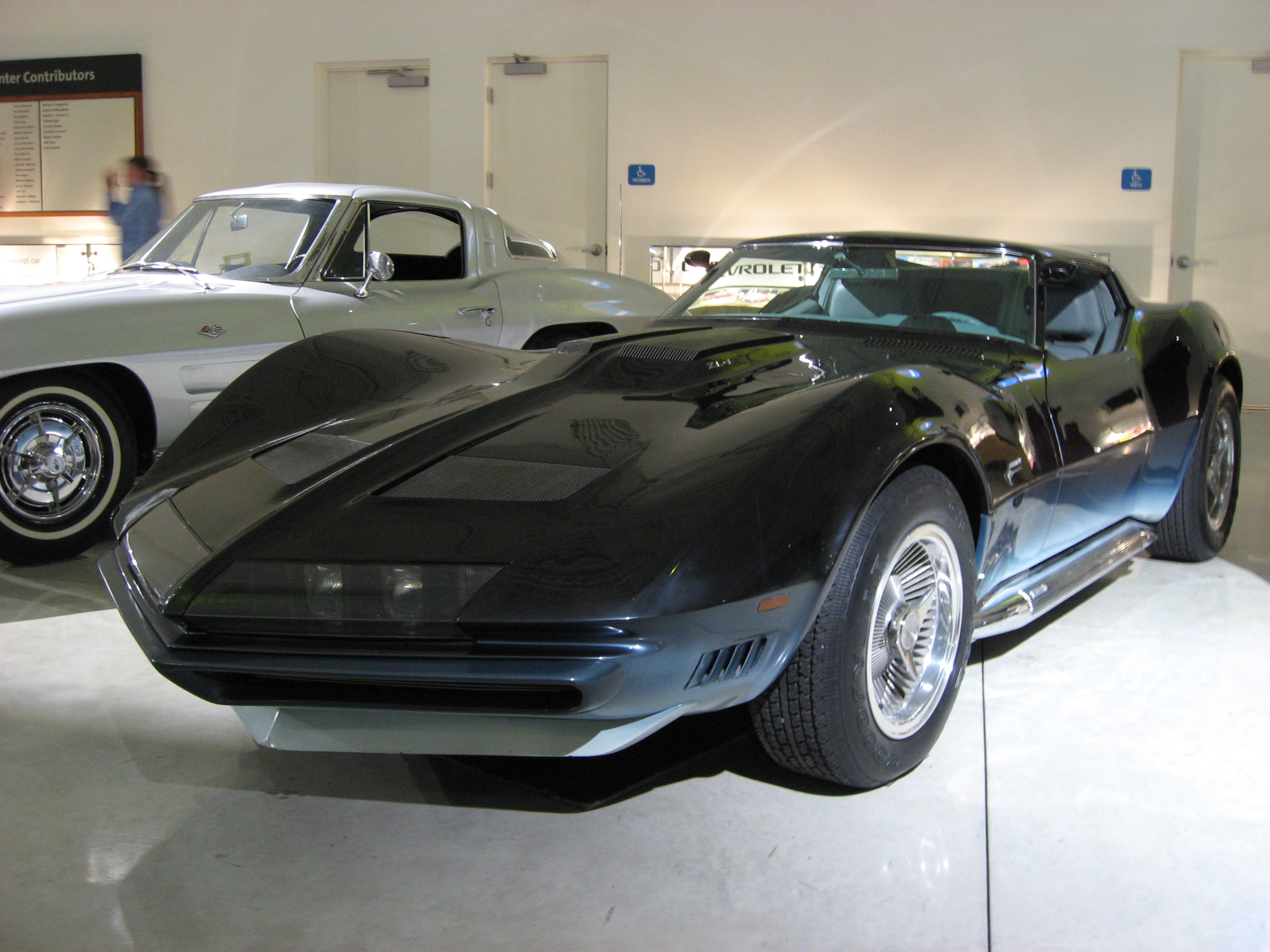
Chevrolet Corvette Manta Ray (1969)
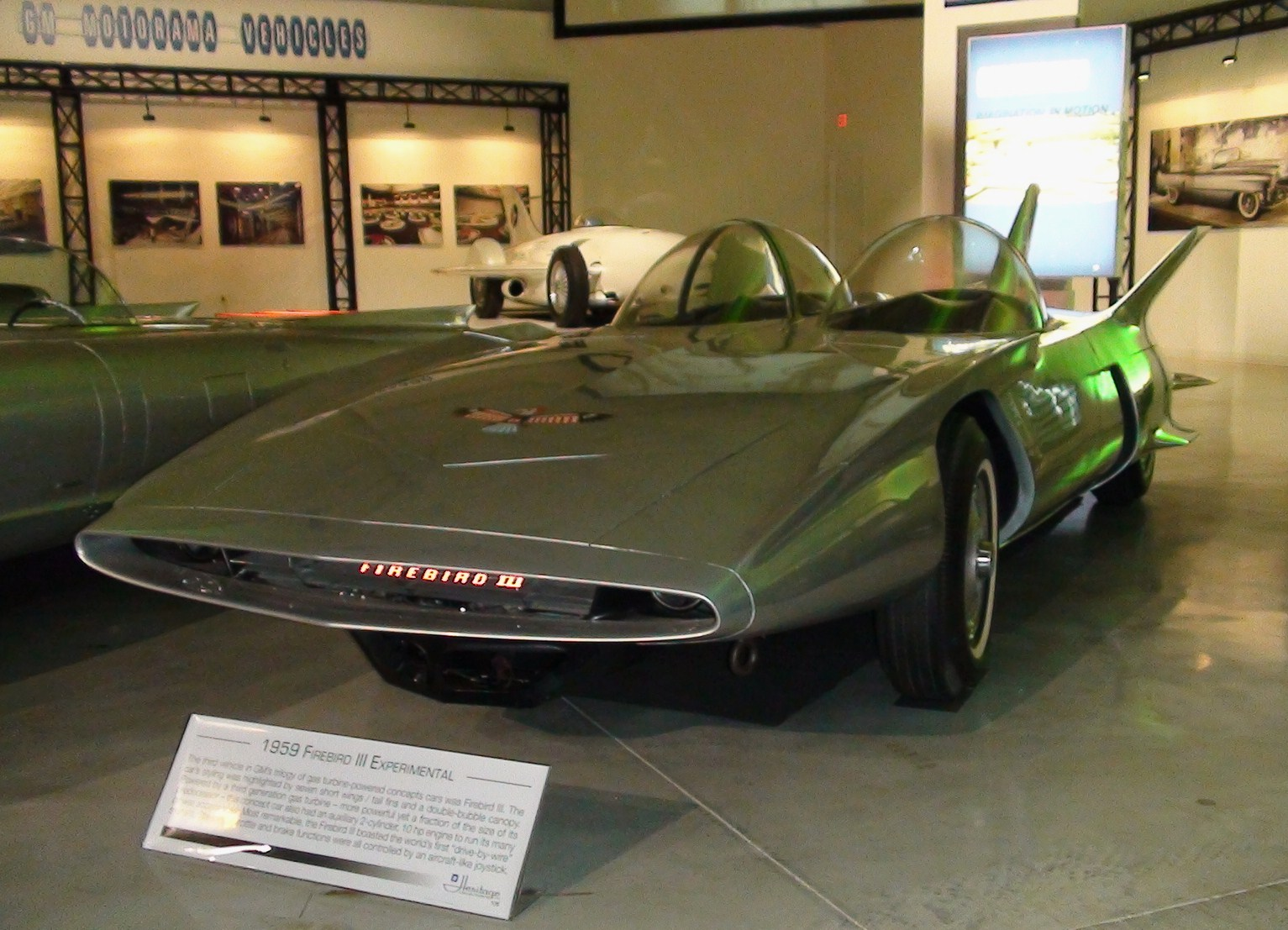
General Motors Firebird III (1958)